# Coupe du monde de rugby à XIII en fauteuil roulant
La Coupe du monde de rugby à XIII en fauteuil roulant est la plus importante compétition internationale de rugby à XIII en fauteuil roulant. Elle est organisée par la Rugby League International Federation (RLIF) et met aux prises des sélections nationales. Cette compétition s'est déroulée pour la première fois en 2008 en Australie avec une victoire de l'Angleterre. Les deux éditions suivantes, en 2013 et 2017, ont toutes deux été remportées par la France.

## Palmarès

### Par édition
| Édition | Année | Champion       | Score                                   | Finaliste  | Nb. d'équipes |
| ------- | ----- | -------------- | --------------------------------------- | ---------- | ------------- |
| 1re     | 2008  | Angleterre     | 44 - 12 Betts Stadium, Sydney           | Australie  | 4             |
| 2e      | 2013  | France         | 42 - 40 Medway Park, Gillingham         | Angleterre | 6             |
| 3e      | 2017  | France (2)     | 38 - 34 Parc des Expositions, Perpignan | Angleterre | 7             |
| 4e      | 2022  | Angleterre (2) | 28 - 24 Manchester Central, Manchester  | France     | 8             |

### Équipes participantes
| Team             | 2008  | 2013 | 2017  | 2022 |
| ---------------- | ----- | ---- | ----- | ---- |
| Australie        | 2e    | 4e   | 3e    | DF   |
| Barbarians V     | 4e    | –    | –     | –    |
| Angleterre       | 1er   | 2e   | 2e    | 1er  |
| France           | 3e    | 1er  | 1er   | 2e   |
| Irlande          | –     | 5e   | –     | G    |
| Italie           | –     | –    | 4e    | –    |
| Nouvelle-Zélande | FF    | –    | –     | –    |
| Norvège          | –     | –    | –     | FF   |
| Écosse           | –     | 6e   | 7e    | G    |
| Espagne          | –     | –    | 6e    | G    |
| États-Unis       | –     | –    | –     | G    |
| Pays de Galles   | –     | 3e   | 5e    | DF   |
| Refs             | [ 2 ] | ,    | [ 5 ] | ,    |

Légende
- 1er = Champion
- 2e = Finaliste
- 3e ou DF = Troisième place ou demi-finaliste
- 4e = Quatrième place
- G = phase de groupe
- FF = forfait
- – = pas de participation
- = Pays hôte